# Станіслав Беневський

Герб Радван.

Станісла́в Казімеж (Казимир) Бене́вський гербу Радван (іноді Бєнєвський; пол. Stanisław Kazimierz Bieniewski; 1610–1676) — державний, політичний і військовий діяч Речі Посполитої. Представник шляхетського роду Беневських гербу Радван. Чернігівський воєвода (1660–1676), сенатор. Волинський каштелян (1658–1660). Луцький міський писар (з 1641), придворний королівський секретар (1650). Староста богуславський (з 1658), носівський (з 1664) і луцький (з 1673). Володар Полонного і Торговиці. Учасник Хмельниччини (1648–1657), а також шведської (1655–1660) та московської (1654–1667) воєн. Дипломат, експерт із українських справ. «Протектор» гетьмана Павла Тетері на початку його кар'єри.
Був прихильником порозуміння з Українською козацькою державою на основі визнання за нею автономії у складі Речі Посполитої. Мав гнучкий розум, умів іти на компроміси й майстерно інтригувати. 1657–60 очолював польські делегації на переговорах із Богданом Хмельницьким, Іваном Виговським та Юрієм Хмельницьким. Відіграв важливу роль у підготовці й підписанні Гадяцького договору 1658. Сприяв формуванню серед української політичної еліти угруповання польської орієнтації.

## Біографія
Походив з польського роду Беневських з Волині. Син Адама Беневського. 1654 року був депутатом до радомського трибуналу. 1655 року призначений сеймом для складання інструкції щодо заспокоєння козацької України.
1657 року став опікуном малолітнього дідича Тарнова князя Олександра Януша Заславського. Того ж року вів перемовини з гетьманом війська Запорізького Богданом Хмельницьким, з яким домовився про перемир'я. 30 вересня 1657 року був делегатом сейму на Корсунський раді, де гетьманом Війська Запорозького обрано Івана Виговського. 1658 року висланий комісаром для підписання Гадяцької угоди із Україною, що була затверджена зі значними правками 1659 року сеймом у Варшаві. 1660 року брав участь у розробці та підписання 27 жовтня Слободищенського договору з гетьманом Юрієм Хмельницьким. Доклав максимум зусиль, щоб 11 листопада на козацькій раді Юрій Хмельницький не склав булави.
Допоміг Павлу Тетері, що колись працював під його керівництвом у Луцькому суді, стати генеральним писарем Війська Запорозького. Брав участь в обранні правобережних українських гетьманів Стефана Куницького, Андрія Могили, Остафія Гоголя.
1667 року їздив послом до Москви для розробки і підписання так званих Московських пунктів — додаткових постанов до Андрусівського договору про поділ України між Річчю Посполитою та Московським царством.
1670 року разом зі Стефаном Пісочинським призначено комісаром для ведення перемовин з правобережним гетьманом Петром Дорошенко. після провалу цих перемовин від імені уряду Речі Посполитої уклав з Михайлом Ханенком Острозьку угоду.
1673 року делегований до скарбового трибуналу у справах виплати платні війську та оцінці шкоди від дій посполитого рушення у Люблінському воєводстві. 1674 року став урядником ординації Замойських, автором pacta conventa для короля Яна ІІІ Собеського. 1676 року вдруге виїздив послом до Москви.

## Сім'я
Перша дружина — донька белзького воєводи Маріанна Лещинська гербу Венява. Друга — донька інфляндського каштеляна NN. Загоровського, третя — Тереза Кашевська. Відомо, що мав 2 доньки.